# Tinodes annulatus
Tinodes annulatus är en nattsländeart som beskrevs av Navás 1930. Tinodes annulatus ingår i släktet Tinodes och familjen tunnelnattsländor. Inga underarter finns listade i Catalogue of Life.